# Nationalliga A (Eishockey) 1955/56
Die Saison 1955/56 war die 18. reguläre Austragung der Nationalliga A, der höchsten Schweizer Spielklasse im Eishockey. Zum sechsten Mal in seiner Vereinsgeschichte wurde der EHC Arosa Schweizer Meister, während der SC Bern in die NLB abstieg.

## Modus
Wie im Vorjahr wurde die Liga in einer gemeinsamen Hauptrunde ausgetragen. Jede der acht Mannschaften spielte in Hin- und Rückspiel gegen jeden Gruppengegner, wodurch die Gesamtanzahl der Spiele pro Mannschaft 14 betrug. Der Tabellenerste wurde Schweizer Meister, während der Tabellenletzte gegen den besten Zweitligisten in der Relegation um den Klassenerhalt antreten musste. Für einen Sieg erhielt jede Mannschaft zwei Punkte, bei einem Unentschieden einen Punkt. Bei einer Niederlage erhielt man keine Punkte.

## Hauptrunde

### Abschlusstabelle
| Pl. | Team                      | Sp. | S  | U | N  | Tore   | Pkt. |
| --- | ------------------------- | --- | -- | - | -- | ------ | ---- |
| 1.  | EHC Arosa                 | 14  | 10 | 3 | 1  | 112:54 | 23   |
| 2.  | HC Davos                  | 14  | 9  | 1 | 4  | 69:51  | 19   |
| 3.  | HC La Chaux-de-Fonds      | 14  | 6  | 3 | 5  | 70:67  | 15   |
| 4.  | Zürcher SC                | 14  | 6  | 2 | 6  | 74:73  | 14   |
| 5.  | HC Ambrì-Piotta           | 14  | 6  | 1 | 7  | 68:67  | 13   |
| 6.  | Young Sprinters Neuchâtel | 14  | 6  | 0 | 8  | 59:64  | 12   |
| 7.  | Grasshopper-Club          | 14  | 4  | 0 | 10 | 51:90  | 8    |
| 8.  | SC Bern                   | 14  | 4  | 0 | 10 | 56:96  | 8    |

Der punktgleiche Grasshopper-Club und der SC Bern trafen in einem Entscheidungsspiel aufeinander, um die Mannschaft der NLA auszuspielen, die gegen den besten Zweitligisten in der Relegation antreten musste. Dabei setzte sich der Grasshopper-Club mit 5:2 gegen Bern und Letzterer musste in die Relegation.

## Relegation
- SC Bern – EHC Basel-Rotweiss 9:10

Der SC Bern traf auf den besten Zweitligisten EHC Basel-Rotweiss und unterlag diesem in einem torreichen Spiel knapp mit 9:10, wodurch der SC Bern in die NLB abstieg und der EHC Basel-Rotweiss dessen Platz in der NLA einnahm.